# Tom Blyth
Tom Keir Blyth (Birmingham, 2 februari 1995) is een Brits acteur.

## Biografie
Tom Blyth werd geboren in Birmingham en groeide op in een buitenwijk van Nottingham. Hij studeerde aan de Juilliard School in New York. In zijn eerste rol op het witte doek speelde hij voor een kind in de film Robin Hood uit 2010. In 2021 werd Blyth gecast voor de biofilm Benediction. Een jaar later werd hij gecast voor de rol van Coriolanus Snow in de Hunger Games prequel The Hunger Games: The Ballad of Songbirds & Snakes.